# Tiberiu Simion Buza
Tiberiu Simion Buza este un fost senator român în legislatura 2000-2004, ales în județul Sibiu pe listele partidului PNL. Tiberiu Simion Buza a fost validat ca senator pe data de 29 iunie 2004 când l-a înlocuit pe senatorul Hermann Armeniu Fabini. În cadrul activității sale parlamentare, Tiberiu Simion Buza a fost membru în comisia pentru administrație publică, organizarea teritoriului și protecția mediului. 